# 龍希國際大酒店
空中華西村，正式名稱為龙希国际大酒店，中國江蘇省江陰市的摩天大樓，建築風格結合現代主義與未來主義。

## 历史
該建築於2007年動工，並於2011年完工， 建築高度328（1,076英尺），共74層。在建築頂部設有大型玻璃球體，玻璃球體內為旋轉餐廳，目前由龙希国际大酒店經營。

## 电梯配置
- L1（1部消防及载货电梯，位于0号中心塔）：B1、1-4、6-10、12-13、15-22、24-25、27-34、36-37、39-46、48-49、51-58、60-72
- L2 ~ L3（2部来往空中连廊及观景台之穿梭电梯，位于0号中心塔）：B1、1-4、12、24、36、48、60-61、69-72
- L4 ~ L6（3部来往总统套房及观景台之穿梭电梯，位于0号中心塔）：1-2、55-58、60、69-72
- L7 ~ L8（2部来往旋转餐厅之食肆电梯，位于0号中心塔）：69-72
- L9 ~ L10（2部会议设施专用电梯，位于裙楼）：1-4
- L11 ~ L14（4部酒店客房之电梯，位于1号分塔）：B1、1-60（L14配备无障碍设施）
- L15（1部酒店员工电梯，位于1号分塔）：B1、1-60
- L16（1部会议设施员工电梯，位于裙楼）：B2、B1、1-4
- L17 ~ L20（4部酒店客房之电梯，位于2号分塔）：B1、1-60（L17配备无障碍设施）
- L21（1部酒店员工电梯，位于2号分塔）：B1、1-60
- L22 ~ L23（2部地下层摆渡电梯，位于2号分塔）：B2、B1、1-4
- L24 ~ L27（4部酒店客房之电梯，位于3号分塔）：B1、1-60（L24配备无障碍设施）
- L28（1部酒店员工电梯，位于3号分塔）：B1、1-60
- L29 ~ L32（4部宴会厅专用之电梯，位于裙楼）：1-3
- L33 ~ L38（6部后厨专用之电梯，位于裙楼）：B1、1-3

## 對外聯結
- CTBUH資料庫中空中華西村資料 （页面存档备份，存于）
- 华西龙希国际大酒店官方網站 （页面存档备份，存于）